# Maria-sama ga Miteru
Maria-sama ga Miteru (яп. マリア様がみてる мария-сама га митэру, «Дева Мария смотрит за вами») — серия лайт-новел в жанре эсу японской писательницы Оюки Конно. Изначально роман публиковался в виде отдельных глав в ежемесячном журнале Cobalt, однако имел большой успех и стал выпускаться отдельными томами начиная с 1998 года. В настоящий момент история насчитывает 37 томов (последний вышел в январе 2010 года). По сюжету лайт-новел также были выпущены манга и несколько аниме-сериалов. Хотя как произведение в жанре эсу, Maria-sama ga Miteru описывает романтическую дружбу и платоническое сестринство между девушками, популярность и влияние этой серии было таково, что оно смогло дать второе дыхание жанру юри и вдохновить появление многих его традиционных элементов, которые были развиты последующими, более ориентированными на открытое изображение лесбийских отношений работ.

## Завязка сюжета
События происходят в вымышленной христианской школе для девочек из благородных семей. В учебном заведении существует своя система, при которой старшие должны опекать младших как своих сестёр. Совет школы здесь называется Ямаюрикай, а трое входящих в неё носят имя-титул Роза: Роза Тинэнсис, Роза Фетида и Роза Гигантея. Соответственно «младших сестёр» трёх Роз именуют «бутонами».
История начинается с того, что первокурсница Фукудзава Юми, втайне восхищающаяся Сатико, бутоном Розы Тинэнсис, вместе с Цутако, никогда не расстающейся со своим фотоаппаратом, отправляются в дом, где проходят заседания Ямаюрикай, чтобы получить от Сатико разрешение на показ фотографии, запечатлевшей случайную встречу Юми и Сатико в саду Девы Марии рядом со школой. Их приход совпадает со скандалом: Сатико пытается отказаться от роли Золушки в спектакле на школьном фестивале, потому что Принца должен играть парень из соседней мужской школы. Ей говорят, что девушка, до сих пор не выбравшая себе Младшую Сестру, не имеет права голоса.
Сатико хочет немедленно решить проблему и, выходя из комнаты, лоб в лоб сталкивается с Юми. Именно её она тут же, даже не спросив имени, представляет совету как свою Младшую Сестру. Совет не принимает выбор Сатико, справедливо заметив, что она назвала Сестрой первую попавшуюся девушку. В качестве доказательства давнего знакомства девушек предъявляется фотография (в действительности сделанная тем же утром), и девушки меняют своё мнение, но требуют, чтобы Сатико всё-таки играла Золушку. Не желая принуждать своего кумира, Юми отказывается от предложения Сатико, но просит совет принять её нежелание играть с парнем в спектакле.
Решение совета неожиданно. С Сатико заключается пари: если она до назначенного срока спектакля сможет убедить Юми стать своей Младшей Сестрой, то сможет отказаться от роли. Но в этом случае Золушку придётся играть самой Юми.

## Мир Maria-sama ga Miteru

### Школа им. Святой Лилианны
Школа им. Святой Лилианны (яп. 私立リリアン女学園 Сирицу Ририан Хогакуэн) — основное место действия всей истории. Это католическая школа, где учатся девочки из обеспеченных семей. Рассказывается, что она была основана в 1901 году в районе Мусасино, Токио.
Помимо основных школьных зданий, на территории школы также расположены католическая церковь, небольшая оранжерея, додзё для кэндо, аудитория, парк и Особняк Роз. Все девушки очень хорошо воспитаны и носят длинную школьную форму тёмно-зелёного цвета.

### Система сестёр
Система сестёр (яп. スール су:ру) — традиция школы им. Святой Лилианны. Это вид достаточно популярной японской системы Сэмпай и кохай, однако отношения между сёстрами более близкие и тёплые.
Ученица второго или третьего курса должна выбрать себе сестру — девушку на год младше, а затем передать ей свой розарий. Младшеклассница имеет право отказаться от чёток и вернуть их. Иногда бывают случаи, когда младшей сестрой третьеклассницы становится первоклассница.

### Ямаюрикай
Ямаюрикай (яп. 山百合会) — здешний школьный совет, который занимается подготовкой и проведением внешкольных мероприятий. Ямаюрикай проводит свои заседания в Особняке Роз (яп. 薔薇の館 Бара но Яката) неподалёку от здания школы. Его членами являются три Розы: Роза Хинэнсис (ロサ・キネンシス, Роза Киненсис 紅薔薇さま, Бэнибара-сама), которая представляет семью красных роз,, Роза Фетида (ロサ・フェティダ, Роза Фетида; 黄薔薇さま, Кибара-сама), которая представляет семью желтых роз, и Роза Гигантея (ロサ・ギガンティア, Роза Гигантиа; 白薔薇さま, Сиробара-сама), которая представляет семью белых роз.
Кроме того, в совет также входят младшие сёстры Роз — так называемые «бутоны», и младшие «сёстры» бутонов. «Бутоны» в основном помогают Розам в подготовке к различным мероприятиям и вместе с ними решают важные вопросы, касающиеся школы. Обязанностями же их младших «сестёр» являются сервировка стола, приготовление чая и уборка.
По окончании школы Розами «бутоны» возглавляют Ямаюрикай, а их младшие «сёстры» становятся следующими бутонами.

## Персонажи

Схема, где показаны связи между основными персонажами истории.

### Роза Тинэнсис
- Ёко Мидзуно (яп. 水野 よこ Мидзуно Ёко) — роза Тинэнсис, неоспоримый лидер в Совете школы Ямаюрикай. Спокойная и замкнутая. Её мечта — увидеть, как Особняк Розы вновь полон обычными студентами.

Сэйю — Эми Синохара
- Сатико Огасавара (яп. 小笠原 祥子 Огасавара Сатико) — «бутон» розы Тинэнсис. Воспитанная в богатой аристократической семье, Сатико тяжело сходится с людьми. Ещё только посещая детский сад при Ямаюрикай, Сатико пыталась сблизиться с детьми, приезжая не в машине с личным шофёром, а на автобусе. Ей трудно выражать собственные эмоции и быть честной со своими «сёстрами». Сатико не доверяет и даже презирает мужчин из-за супружеской неверности своего отца. Хотя на самом деле она и любит своего жениха (Сугуру Касиваги (яп. 柏木 優  Касиваги Сугуру)), но не признает своих чувств к нему, поскольку знает, что тот не любит её.

Сэйю — Мики Ито
- Юми Фукудзава (яп. 福沢 祐巳 Фукудзава Юми) — главный персонаж, младшая «сестра» Сатико. Стеснительная девушка, которая в первый же день встречает звезду школы Ямаюрикай Огасавара Сатико и начинает ею втайне восхищаться. Юми очень эмоциональная девушка и все её переживания отражаются на лице, что многие находят милым и забавным, в особенности Роза Гигантея. Её старший брат Юки ходит в аналогичную школу для мальчиков, в которой учится жених Сатико.

Сэйю — Кана Уэда
- Токо Мацудайра (яп. 松平 瞳子 Мацудайра Токо) — на данный момент — ученица 1 класса школы им. Святой Лилианны, а также член театрального кружка и младшая «сестра» Юми. Токо — двоюродная сестра Сатико, достаточно экстравагантная и немного странная.в 4 сезоне становится сестрой Юми. Любит свою семью.

Сэйю — — Риэ Кугимия
- Супер Роза Тинэнсис (先代ロサ・キネンシス Сэндай Роза Киненсис) — старшая «сестра» Ёко. О ней практически ничего не известно — только то, что она проявляла неожиданный интерес к Сатико, когда та стала младшей «сестрой» Ёко. Супер роза Тинэнсис появляется в нескольких коротких историях в эпизодической роли.

### Роза Фетида
- Эрико Тори (яп. 鳥居 江利子 Тори Эрико) — роза Фетида. Тори талантлива во всем — за что бы она не взялась, у неё прекрасно получается. Больше всего на свете боится дантистов. Носит красную повязку на волосах.

Сэйю — Нитоми Набатамэ
- Рэй Хасэкура (яп. 支倉 令 Хасэкура Рэй) — «бутон» розы Фетиды. Выглядит очень мужественно, скорее как бисёнен, нежели чем девушка. Она занимается кэндо, но скорее потому, что хочет защищать свою младшую «сестру» Ёсино, о которой заботится чуть больше, чем надо. Её увлечения — кулинария и посещение достопримечательностей, любимые книжки — сёдзё.

Сэйю — Сидзука Ито
- Ёсино Симадзу (яп. 島津 由乃 Симадзу Ёсино) — младшая «сестра» Рэй. У неё репутация милой, хрупкой, женственной девушки, какой она кажется из-за того, что постоянно болеет. В первый год она выигрывает в конкурсе школьной газеты в номинации «лучшей младшей сестры», хотя на самом деле она достаточно агрессивная и мужественная, любит книги про самураев Икэнами Сётару и смотреть спортивные телеканалы. Ёсино — не только младшая «сестра» Рэй, но и её двоюродная сестра и соседка.

Сэйю — Харуна Икэдзава
- Супер Роза Фетида (先代ロサ・ギガンティア Сэндай Роза Фетида) — старшая «сестра» Эрико. Её настоящее имя неизвестно. Появлялась в короткой истории под названием Kiiroi Ito.

### Роза Гигантея
- Сэй Сато (яп. 佐藤 聖 Сато: Сэй) — Роза Гигантея. За год до того, как Юми поступила в Ямаюрикай, Сэй была безумно влюблена в Кубо Сирой, которая мечтала пойти в монахини, пока не встретила Сэй. Страстно влюбленные Сэй и Кубо уже собирались сбежать, но Кубо переубедила одна из монахинь Ямаюрикай. (Позже окажется, что эта монахиня Саори Уэмура (яп. 上村 佐織 Уэмура Саори) также была влюблена в девушку из этой школы Сэйко Касуга (яп. 春日 せい子 Касуга Сэйко) и их отношения чуть не закончились двойным самоубийством). Только через год Сэй смогла пережить разрыв и выбрать себе «сестру».

Сэйю — Мэгуми Тоёготи
- Симако Тодо (яп. 藤堂 志摩子 То:до: Симако) — «бутон» Розы Гигантеи, скромная и замкнутая, учится в одном классе с Юми. Её также называют «принцессой гинкго», потому как она очень любит эти деревья (в отличие от Сатико) и летом всегда обедает на территории школы, где они растут. Симако очень не уверена во всём и склонна всё усложнять. Её отношения с Сэй могут показаться довольно прохладными, но на самом деле Сэй очень заботится о своей младшей «сестре» и пытается таким образом научить её быть сильнее.

Сэйю — Мамико Ното
- Норико Нидзё (яп. 二条 乃梨子 Нидзё Норико) — на данный момент — ученица 1 класса школы им. Святой Лилианны, а также младшая «сестра» Симако. Своим характером очень похожа на Ёсино, хотя и не такая вспыльчивая, как та.

Сэйю — Каори Симидзу
- Супер Роза Гигантея (яп. 先代ロサ・ギガンティア Сэндай Роза Гигантиа) — старшая «сестра» Сэй. Её настоящее имя неизвестно. Как она сама сказала, она выбрала Сэй благодаря её милому личику. Поддержала Сэй, когда её возлюбленная Кубо уехала из города, чтобы стать монахиней.

Сэйю — Минами Такаяма

### Другие персонажи из Лилианны

#### Поколение Сатико
- Минако Цукияма (яп. 築山 美奈子 Цукияма Минако) — президент школьной газеты. Очень увлечена своей работой, чем зачастую мешает Розам, однако именно ей принадлежала идея конкурса в День Святого Валентина. Иногда доставляет неприятности Юми из-за своего настырного характера.

Сэйю — Юко Кайда
- Сидзука Канина (яп. 蟹名 静 Канина Сидзука) — солистка школьного хора благодаря великолепному голосу, известная также как Роза Канина. Некоторое время она восхищалась Сэй, однако затем стала восхищаться Симако и была её основной соперницей при выборе новых Роз. По окончании второго курса была вынуждена уехать в Италию.

Сэйю — Рино Судзуки
- Сиори Кубо (яп. 久保 栞 Кубо Сиори) — бывшая одноклассница Сатико и возлюбленная Сэй. Её родители умерли, когда она была совсем маленькой. Они долгое время встречались с Сэй, однако затем ей пришлось уехать, чтобы стать монахиней.

Сэйю — Акико Накагава
- Мифую Удзава (яп. 鵜沢美冬 Удзава Мифую) — девушка, которая с детства знакома с Сатико и искренне ею восхищается. Она боролась с Юми за право провести свидание с Сатико, однако после поняла, что Юми подходит ей больше, чем Мифую.

Сэйю — Юки Масуда

#### Поколение Юми
- Цутако Такесима (яп. 武嶋 蔦子 Такесима Цутако) — одноклассница Юми и фоторепортер школьной газеты. Всегда надевает очки и носит с собой фотоаппарат. Перед публикацией снимков в газете всегда просит разрешения у тех, кто изображен на фотографии.

Сэйю — Рина Сато
- Мами Ямагути (яп. 山口 真美 Ямагути Мами) — одноклассница Юми и Цутако, а также репортер школьной газеты и младшая сестра Минако. Она всюду сопровождает её и часто записывает всевозможные новости в свой блокнот.

Сэйю — Тива Сайто
- Кацура (яп. 桂 Кацура) — вначале истории она была одноклассницей Юми. О ней практически ничего не известно, даже имени — только то, что она посещает секцию тенниса.

Сэйю — Норико Ситая
- Тисато Танума (яп. 田沼 ちさと Танума Тисато) — фантака Рей и участница клуба кендо.

Сэйю — Микако Такахаси

## Аниме
Аниме состоит из четырёх сезонов, 1,2 и 4 по 13 серий: Maria-sama ga Miteru, Maria-sama ga Miteru Haru («Дева Мария смотрит за вами. Весна»), Maria-Sama Ga Miteru 4th. 3й сезон — Maria-Sama Ga Miteru OAV — 5 серий. Помимо телесериала выпущены три коротких спецвыпуска — 7 и 6 серий соответственно, по 1,5 минуты, под названием «Не говорите Деве Марии» (они выходили на DVD с сериалом в качестве бонусов). Спецвыпуски используют стиль тиби. Они имеют юмористический характер и показывают эпизоды гипотетической «истории съёмок» сериала и «неудачные дубли».